# Kertasari (Cipatujah)
Kertasari is een bestuurslaag in het regentschap Tasikmalaya van de provincie West-Java, Indonesië. Kertasari telt 4032 inwoners (volkstelling 2010).